# Филип Младенович
Филип Младенович (серб. Филип Младеновић/Filip Mladenović, нар. 15 серпня 1991, Чачак) — сербський футболіст, захисник клубу «Панатінаїкос» і національної збірної Сербії.

## Клубна кар'єра
Народився 15 серпня 1991 року в місті Чачак. Вихованець футбольної школи клубу «Борац» (Чачак). Дорослу футбольну кар'єру розпочав 2010 року в основній команді того ж клубу, в якій провів два сезони, взявши участь у 31 матчі чемпіонату. 
Своєю грою за цю команду привернув увагу представників тренерського штабу клубу «Црвена Звезда», до складу якого приєднався 2012 року. Відіграв за белградську команду наступний сезон своєї ігрової кар'єри. Більшість часу, проведеного у складі «Црвени Звезди», був основним гравцем захисту команди.
До складу клубу БАТЕ приєднався 2014 року. Відіграв за команду з Борисова наступні три сезони своєї ігрової кар'єри. Більшість часу, проведеного у складі БАТЕ, був основним гравцем захисту команди.
2016 року уклав контракт з клубом «Кельн», у складі якого провів наступний рік своєї кар'єри гравця. 
До складу клубу «Стандард» (Льєж) приєднався 2017 року. Відтоді встиг відіграти за команду з Льєжа 5 матчів в національному чемпіонаті.

## Виступи за збірні
Протягом 2011–2012 років залучався до складу молодіжної збірної Сербії. На молодіжному рівні зіграв у 8 офіційних матчах.
У 2012 році провів свій перший матч у складі національної збірної Сербії.

## Титули і досягнення
- Чемпіон Білорусі (2): 2014, 2015
- Володар Кубка Білорусі (1): 2014-15
- Володар Кубка Сербії (1): 2011-12
- Володар Кубка Польщі (2): 2018-19, 2022-23
- Володар Суперкубка Білорусі (2): 2014, 2015
- Володар Суперкубка Польщі (1): 2019
- Чемпіон Польщі (2): 2019-20, 2020-21